# New Haven (New York)
Pour les articles homonymes, voir New Haven (homonymie).
New Haven est une ville du comté d'Oswego, dans l'État de New York, aux États-Unis,. En 2010, elle comptait une population de 2 856 habitants.

## Démographie
Lors du recensement de 2010, la ville comptait une population de 2 856 habitants, tandis qu'en 2016, elle est estimée à 2 835 habitants.